# Breithaupt (Politiker)
Breithaupt (Vorname nicht überliefert; * um 1800; † 1870) war ein deutscher Jurist und Parlamentarier.

## Leben
Breithaupt studierte Rechtswissenschaften an der Friedrich-Wilhelms-Universität Berlin. 1819 wurde er Mitglied des Corps Marchia Berlin. Später im Studium schloss er sich dem Corps Neo-Marchia Berlin an. Nach dem Studium ließ er sich als Rechtsanwalt nieder und wurde Justizrat in Havelberg. Zuletzt war er Rechtsanwalt und Notar in Perleberg.
Breithaupt saß 1849–1852 die gesamte zweite Legislaturperiode für den Wahlkreis Potsdam 1 in der Zweiten Kammer des Preußischen Landtags, dem späteren Preußischen Abgeordnetenhaus. Er gehörte der Fraktion der Rechten an.